# Cantonul Champagne-Mouton
Cantonul Champagne-Mouton este un canton din arondismentul Confolens, departamentul Charente, regiunea Poitou-Charentes, Franța.

## Comune
- Alloue
- Benest
- Le Bouchage
- Champagne-Mouton (reședință)
- Chassiecq
- Saint-Coutant
- Turgon
- Le Vieux-Cérier